# Sinnich
Sinnich (Limburgs: Zinnig, Zennig) is een gehucht van Teuven, een deelgemeente van Voeren in de Belgische provincie Limburg. 

## Geschiedenis
Tot de opheffing van het hertogdom Limburg hoorde Sinnich tot de Limburgse hoogbank Montzen. Net als de rest van het hertogdom werd Sinnich bij de annexatie van de Zuidelijke Nederlanden door de Franse Republiek in 1795 opgenomen in het toen gevormde departement Ourthe.
Tijdens de Tweede Wereldoorlog op 17 augustus 1943 stortte een B-17 bommenwerper neer in Sinnich, tegenover huisnummer 51. De tien inzittenden wisten allemaal op tijd uit het vliegtuig te springen en overleefden zo de crash. Teuvenaar Yves de Secillon werd dodelijk getroffen toen het vliegtuig met de bommen ontplofte. In augustus 2023 werd op deze plek een monument onthuld.

## Geografie
Sinnich ligt in het Gulpdal, gevormd door het riviertje de Gulp. Aan de westzijde van de plaats rijzen de hellingen op van een heuvelplateau, het Plateau van Crapoel, met daarop het Beusdalbos.

## Bezienswaardigheden
- Abdij van Sinnich
- Watermolen van Sinnich